# Tropheops tropheops
Tropheops tropheops – gatunek słodkowodnej ryby z rodziny pielęgnicowatych (Cichlidae). Bywa hodowany w akwariach.
Występuje w jeziorze Niasa (Malawi) jako endemiczny gatunek. Introdukowany został w Izraelu. Zasiedla tropikalne wody zasadowe o pH dochodzącym do 8,5. 
Dorasta do 14 cm długości.

## Status zagrożenia
W Czerwonej księdze gatunków zagrożonych IUCN Tropheops tropheops od 2018 roku jest klasyfikowany jako gatunek najmniejszej troski; wcześniej, od 2006 roku był uznawany za gatunek narażony na wyginięcie.